# Escobar de Polendos
Escobar de Polendos – gmina w Hiszpanii, w prowincji Segowia, w Kastylii i León, o powierzchni 39,65 km². W 2011 roku gmina liczyła 207 mieszkańców.